# پکستن (نبراسکا)
پکستن(به انگلیسی: Paxton) شهری در ایالت نبراسکا کشور ایالات متحده آمریکا است که جمعیت آن در سرشماری سال ۲۰۱۰ میلادی، ۵۲۳ نفر بوده‌است.